# Reuth (Eifel)

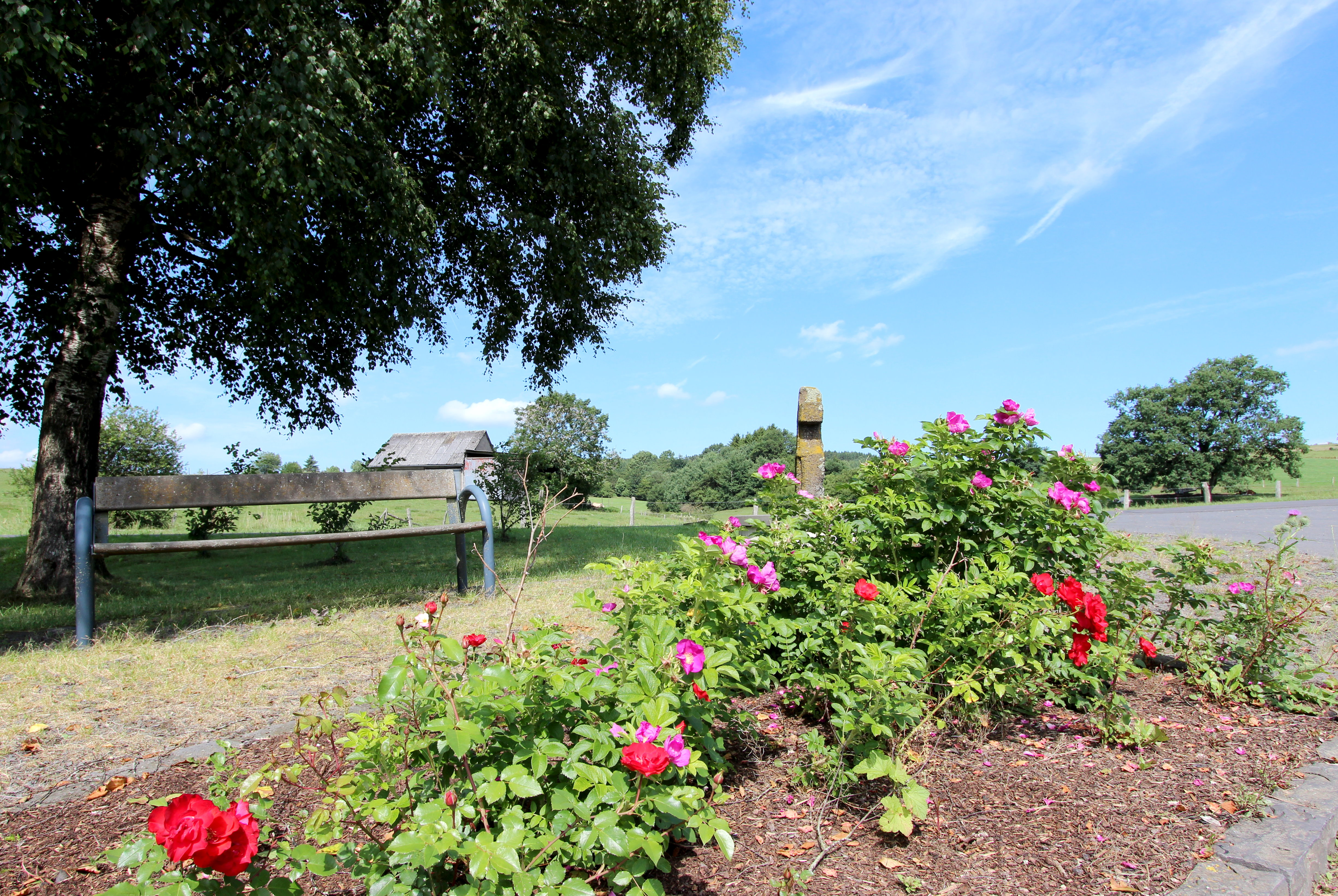
Rastplatz mit Siechkreuz

Reuth ist eine Ortsgemeinde im Landkreis Vulkaneifel in Rheinland-Pfalz. Sie gehört der Verbandsgemeinde Gerolstein an.

## Geographische Lage
Der Ort liegt in der Eifel. Zu Reuth gehört auch der Weiler Neureuth.

## Geschichte
Der Ortsname Reuth hat die Bedeutung einer mittelalterlichen Rodung.
1335 übergaben die Grafen von Blankenheim die Stadt Kyle mit dem Ort Reuth an den König Johann von Böhmen und erhielten es als Lehen wieder zurück. 1423 ging Reuth in den Besitz der Grafen von Loon über. Reuth gelangte 1469 an die Grafen von Manderscheid.
Nachdem 1794 das Linke Rheinufer von französischen Revolutionstruppen eingenommen worden war, gehörte Reuth von 1798 bis 1814 zum Kanton Lissendorf im Saardepartement und wurde von der Mairie Stadtkyll zugeordnet. Durch den Wiener Kongress (1815) kam Reuth zum Königreich Preußen und wurde 1816 Teil des Kreises Prüm im Regierungsbezirk Trier. Die Gemeinde unterstand der Verwaltung der Bürgermeisterei Stadtkyll.
Im Rahmen der rheinland-pfälzischen Funktional- und Gebietsreform wurde Reuth zusammen mit 14 weiteren Gemeinden am 7. November 1970 vom gleichzeitig aufgelösten Landkreis Prüm in den Landkreis Daun (seit 2007 Landkreis Vulkaneifel) umgegliedert.
Bevölkerungsentwicklung
Die Entwicklung der Einwohnerzahl der Gemeinde Reuth, die Werte von 1871 bis 1987 beruhen auf Volkszählungen:
| Jahr | Einwohner |
| 1815 | 137       |
| 1835 | 222       |
| 1871 | 228       |
| 1905 | 208       |
| 1939 | 240       |
| 1950 | 219       |

| Jahr | Einwohner |
| 1961 | 209       |
| 1970 | 240       |
| 1987 | 208       |
| 1997 | 231       |
| 2005 | 215       |
| 2023 | 176       |

## Politik

### Gemeinderat
Der Gemeinderat in Reuth besteht aus sechs Ratsmitgliedern, die bei der Kommunalwahl am 9. Juni 2024 in einer Mehrheitswahl gewählt wurden, und dem ehrenamtlichen Ortsbürgermeister als Vorsitzendem.

### Bürgermeister
Frank Johanns wurde am 9. Juli 2024 Ortsbürgermeister von Reuth. Bei der Direktwahl am 9. Juni 2024 war er als einziger Bewerber mit einem Stimmenanteil von 76,9 % gewählt worden.
Der Vorgänger von Frank Johanns, Ewald Hansen, hatte das Amt 35 Jahre ausgeübt.

## Wappen
| Wappen von Reuth | Blasonierung: „Von Gold und Rot gespalten, über einem von Blau und Silber gespaltenen Wellenbalken vorn eine rechtsgewendete rote Axt, hinten über drei goldenen Kugeln (1:2) eine goldene Mitra, darin ein rotes Kreuz.“ |
| Wappen von Reuth | Wappenbegründung: Die goldene und rote Farbgebung des Wappens weist auf die mittelalterliche Zugehörigkeit des Ortes Reuth zur Grafschaft Manderscheid-Blankenheim hin. Der blau-silberne Wellenbalken im unteren Wappenteil symbolisiert den mit dem Ort namensgleichen Reuther Bach. Der Ortsname Reuth wird auf eine mittelalterliche Rodung zurückgeführt. Für die Rodung und den Ortsnamen steht die Axt im vorderen Feld. Für den Patron des Ortes und der kleinen Kapelle stehen die drei goldenen Kugeln und die Mitra als Attribute des Heiligen Nikolaus. |

## Kultur und Sehenswürdigkeiten

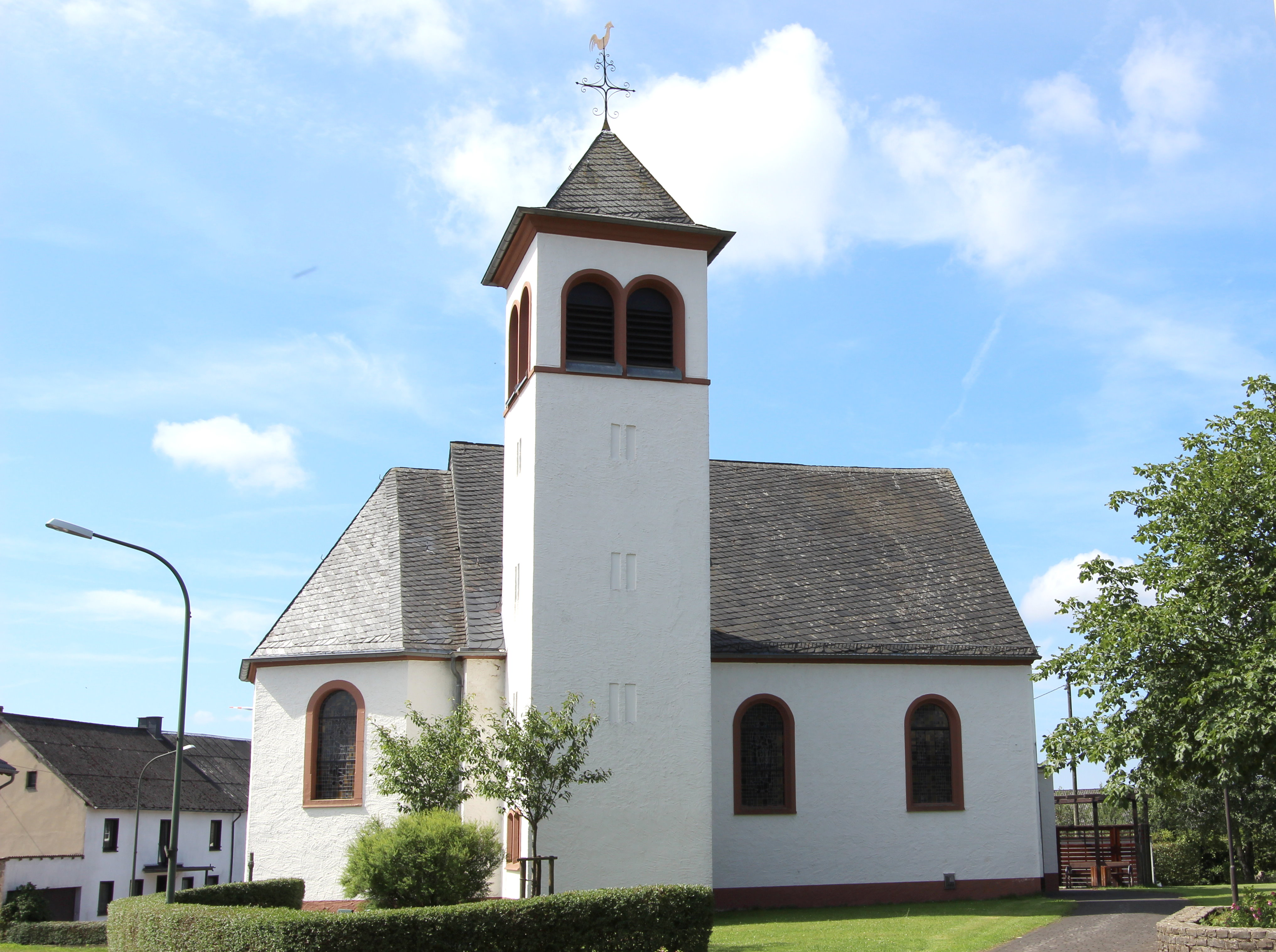
Kapelle Sankt Nikolaus

- Die 1950 wiederaufgebaute Kapelle St. Nikolaus mit altem Chorraum und Sakramentshäuschen
- Pestkreuz vor dem 18. Jahrhundert
- Burgbrennen am ersten Sonntag nach Aschermittwoch (sogenannter Scheef-Sonntag)[11][12]
- Reuth ist von mehr als 142 ha Waldfläche zur Naherholung umgeben
- Wanderreiten ab dem Reutherhof[13]
- Die Prümquelle – eine Tümpelquelle in einem kleinen Sumpfgebiet im Arenberger Forst – ist in Richtung Ormont-Neuenstein fußläufig erreichbar (⊙)

Siehe auch: Liste der Kulturdenkmäler in Reuth

## Wirtschaft und Infrastruktur
Handwerksbetriebe, Dienstleister, ein großer Lebensmittelhändler sowie eine Gaststätte befinden sich in der Ortsgemeinde.
Seit 2000 wurde im Windpark Reuth mit der Installation von zehn Windenergieanlagen eine feste Einnahmequelle für die nächsten Jahrzehnte erschlossen.

## In Reuth geboren
- Johannes Schmitz (1869–1957), Reichstagsabgeordneter (Zentrum)